# 京洛れぎおん
『京洛れぎおん』（きょうらくれぎおん）は、浅野りんによる日本の漫画作品。
2008年12月10日発売の『コミックブレイドBROWNIE』（マッグガーデン）創刊号に第1話が掲載される。その後、『コミックブレイドBROWNIE』第2号が発売延期未定になったため、『月刊コミックブレイド』（同）に移籍。2009年9月号に第2話が掲載され、2011年2月号まで不定期（ほぼ隔月）連載したが、『月刊コミックアヴァルス』で連載していた「パンゲア・エゼル」の連載終了に伴い、2011年4月号から2013年10月号まで隔月で連載された。単行本は全5巻。
京都を舞台に、異次元から現れる謎の化け物を退治する力を持つ「戦女（いくさめ）」と呼ばれる小学生の少女を、主人公の男子高校生がサポートし、協力することで退治していくバトルコメディ。舞台が京都地方であるため、登場人物たちは京言葉で喋り、京都市内の実在の場所が頻繁に登場するが、作者いわく「れぎおんの舞台は半分は本当で、半分はウソ」とのこと。

## あらすじ
ゲーム好きの少年・神足鉄汰は、高校受験のために来た京都市内で、あらゆるものを食う化け物と遭遇する。それらを倒すための「戦女」のパートナーに適性があるとして、無理やり任命された鉄汰の波乱の高校生活が始まった。

## 登場人物

### 古都史跡安置保全課

#### 戦女とそのパートナー
神足鉄汰（こうたり てった）
作品の主人公。京都府綾部市出身。五光山高校の受験の際に正体不明の化け物と遭遇。遭遇時の記憶を残していたことから、「戦女」の一人・千鳥のパートナーに選ばれる。
当初は化け物の存在を不信に思っていたが、紀ノ川の説得と千鳥の責任感、和助と椛という仲間を通じて、現在は化け物退治に積極的に参加している。千鳥とはケンカをしながらも、徐々に信頼を深めている。
性格は現代の男子高校生らしく、ゲーム好き。作中のツッコミキャラの一人。
「モンスタークルセイド」（以下モンクル）の古参プレイヤー。「KUROGANE」という名前でプレイしており、同じメンバーの一人「TSUKUNE」からは「先生」と呼ばれ、慕われている。後にそのプレイヤーが千鳥と判明し、現在はよく協力プレイを行っている。
幼少期、現出の化け物に飲み込まれてしまい、3日間行方不明となったことがあった。その際狭間と呼ばれる化け物が生まれる場所にやってきて、白い和服の少女と出会う。彼女に現世にまで案内してもらい、その際に「また会おう」と約束、少女も「いつか迎えに行く」と言って、現世へと帰ってきた。だが幼かったために成長と共にその記憶は薄れ、更に両親も鉄汰の身を案じて綾部へと引っ越したため、パートナーとなるまで一連の出来事はすっかり忘れていた。
化け物との戦いをこなすうちに少しずつ飲み込まれた記憶が蘇り、そして約束通り迎えにきたやひろによって、完全に記憶を取り戻す。だが千鳥のパートナーであると既に決意していたため、その意思を悟ったやひろに連れられ、現世へと帰還する。
椹木千鳥（さわらぎ ちどり）
もう一人の主人公。「戦女」と呼ばれる少女の一人で、化け物と戦う力を持つ。五光山小学校に通う小学5年生。まだ小学生であるものの、化け物と戦うことに強い使命感を持っており、当初は鉄汰のことを認めず独断行動に出ることもあったが、内心は鉄汰のことを認め信頼している。
性格は基本的に強気で、年上でパートナーの鉄汰に対しても遠慮がなく、口のみならず手も足も出す。しかしそれは前パートナーの真雁が突然辞めてしまい、次のパートナーが中々できずにいたため、すぐに変わっても落胆しないための予防線を張っていた反動もあるようで、紫里にはようやくパートナーができて嬉しいことを話していたようだ。そのほか外見でやっかみを受けている紫水に忠告するなど、素直ではないだけで優しい女の子。
椛、紫水とは違って、彼女は紀ノ川によって選出された「戦女」で、化け物退治の家系の生まれではないために知識もなく、鉄汰と同じく一から努力してきた。だが小さい頃から別の戦女が戦う姿を見てきており、自身がその役目を担うことになったときはすんなりと受け入れたと言う。雨の日に真雁がパートナー解消を言い渡して姿を消したため、雨の日は特に機嫌が悪い。
鉄汰と同じく「モンクル」のプレイヤーでもあり、プレイヤー名は「TSUKUNE」。同じクランの「KUROGANE」を鉄汰と知らずに「先生」と呼び慕っていた。お互いが同クランメンバーと判明してからはよく協力プレイを行っている。モンクル愛好者らしくルールを守ってプレイしているため、ルール違反を犯すプレイヤーのことは許せないらしい。
戦いの際には紅白の巫女服のようなものを着用し（袴はスカートなので短パン着用）、一本角の鬼を模した仮面をかぶる。武器は刀。
車折和助（くるまざき わすけ）
鉄汰と同じ「戦女」である椛のパートナー。京都市内の嵐山出身。筋トレが趣味で、たくましい体躯をしており、出会い頭に鉄汰のことを突き飛ばしてしまう。しかし乗り物にひどく弱く（自転車もダメらしい）、5分もせぬうちに酔う。大食漢で、何か食べないと力が出ない。いつ空腹になってもいいように、常に好物のバナナをケースに入れて持ち歩く。バナナを「俺のパワーフード」を称し、疲れて倒れこんだ時もバナナを食べると瞬時に回復し、車酔いまで治ってしまうなど、単なるバナナ好きというレベルを超越している。パートナーとしては中学3年頃から活動しているが嵐山で活動していたため、千鳥の前のパートナーである真雁のことは知らなかった。
人懐っこく、同じ寮生と判明した鉄汰とすぐに意気投合。鉄太のことを「てったん」、椛を「もみっち」など、親しい相手には愛称を付けて呼ぶ。
葉賀椛（はが もみじ）
千鳥と同じ「戦女」で、和助とペアを組む少女。千鳥と同じ五光山小学校に通う小学5年生。無口だが、たまに発する一言には長い意味があり、それが分かるのは長年の付き合いがある者のみ。髪が短く物静かなためか、鉄汰は椛が女の子とは気付かなかった。ちなみに彼女の家は遠縁ながら「高小路家」の分家にあたる。
マイペースで寝ることが好きなのか、会話の途中であってもよく居眠りをする。枯山水で波模様を描いた時は布団を描いた。
戦いの際には千鳥と同じく巫女服のようなものを着用するが、彼女の場合は袴はズボンになっており、仮面には角が2つ。武器は拳。
初期設定では男の子だったようだが担当が男の子案を却下したため、女の子に変更された。
高小路紫水（たかのこうじ しすい）
京都の化物退治において、先祖代々「戦女」を務めた家系「高小路」に生まれた「戦女」。いわゆる「本家」と呼ばれる家の生まれ。小学5年生。
たおやかな外見と物腰だが実は男の子（男の娘）で、これは「体の弱い男児は女装させることで丈夫に育つ」という習わしに従っているためで、更にそれだけでは不安だという祖母の指示により護身術も会得し、学業も優秀という文武両道な少年。外見でからかわれても特に怒ったりはしない。また学校の制服や体操着なども女子生徒のものを着用している。普段着は着物が多いが、女物の洋服も着用することもある。人をからかうのが好きなのか千鳥に茶々を入れたり、枯山水ではモザイクトーンが使われるようなものを描き、それの見た人の反応を観察しようとしていた。
当初事情があって千鳥達の行動に介入しなかったが、「万葉の戎士」達の幾度の妨害によって露呈した千鳥達の未熟さを痛感した紀ノ川が高小路家に接触したのを機に、千鳥達と行動を共にするようになる。一緒に行動した方が良いということで千鳥達と同じ五光山小学校にも通うようになった。クラスは千鳥、椛と同じ。
戦いの際には彼もまた巫女服を着用、袴は椛より短いズボンにスカートが合わさったものでタイツを着用。仮面には角が3つ、武器は2本一対の扇。
初期設定では女の子だったが思うようにキャラが動いてくれずにいたところ、性別を変えたらすんなり動くようになり、担当も「いいんじゃないですか」とOKを出したので現在の形となった。
石川北泉（いしかわ ほくせん）
紫水のパートナーを務める青年で、代々高小路家に仕える従者家系の生まれ。年齢は鉄汰、和助と同い年、後に紫水と同じように五光山高校へ通い始める。クラスは鉄汰、和助と同じ。和助からは「ほっくん」と呼ばれている。
忍者の末裔とも噂される家系の出身故か、紫水の身に危険がせまったりするとそれを察知し飛び道具による牽制を行うなど、常人では不可能なほどの身体能力を持ち合わせている。視力も並はずれたもので、ゴーグルの望遠機能を使わずとも五光山小学校の屋上の様子がわかる。
紫水との連携は「万葉の戎士」の妨害行動もなんなくあしらうなど、3組の中では特に高い。
真城やひろ（さなぎ やひろ）
新たに現れた一本角の戦女候補者の少女。麿眉で長い髪をツインテールにしている。千鳥達と同じ小学5年生。
現在千鳥が身につける一本角仮面の正統後継者の血筋と推測されているが、宇治方面に住んでいてそれまで化け物との接触がなかったため、記憶を保持しつつも戦いにおいては全くの素人。加えてとんでもないドジっ子ですぐに躓いて地面におでこをぶつけたり、変な場所へ倒れ込んだりと何かと頼りない。
高い潜在能力を秘めているようで、磨けば千鳥以上の戦女になるらしい。しかし十分に化け物への免疫などを持たないまま化け物退治を強要されたため恐怖心が勝ってまだ思うように戦えない。そんなやひろを千鳥が「戦える者が戦えばいい。やひろは戦いたくない」とかばったことで千鳥に懐き、千鳥を「ちぃちゃん」と呼び一緒に行動するようになる。
身につける巫女服は袴がスリットが入ったタイトスカートになっている。足はニーソックス。武器は千鳥と同じ刀。
その正体は姿を消してしまった一本角仮面の正統後継者本人。化け物との戦いや命を落とす仲間の姿を見続けることが苦しくなり、すべてから逃れるために自ら化け物に飲み込まれ、狭間へと落ちる。それから数百年狭間に留まっていたが、ある時化け物に飲み込まれ狭間へやってきた幼い鉄汰と出会う。泣きじゃくる鉄汰を現世まで送り返す時に「また会おう」と言った鉄汰に「いつか迎えに行く」と告げ、その時は別れる。そして彼が成長し戦女のパートナーとなった頃、告げた通り鉄汰を迎えに現世へと姿を現した。
だが鉄汰や自分の後継者である千鳥と出会い、共に過ごすうちに苦しみは癒されていき、洛中崩壊を阻止すべく自らの正体を二人に明かし、発射されたミサイルを化け物に飲み込ませ、狭間へと消えていった。

### 戦女たちの関係者
紀ノ川（きのかわ）
古都史跡安置保全課に所属する政府の役人。鉄汰や千鳥を始めとした、化け物と戦うことのできる者達に、化け物の出現位置を報告するサポーター。化け物のことに長年関わっているようで、千鳥たちとも知り合い。愛称は自身がつけた「キノッチ」だが、和助以外からはあまりそう呼ばれることはない。
基本的に情報収集等が主な任務のためか、戦いには参加せず、鉄太達の戦いぶりをモニターから見ているのみ。中年男なのだが子供のような感性を持ち合わせており、メール送信時は顔文字や絵文字を多用したり、仲間を歓迎するときは巨大クラッカーを使う。さらに甘党で、常に何かしらのお菓子や菓子パンなどを食べていることが多い。
花背梅乃（はなせ うめの）
紀ノ川の秘書を務める女性。ただし力関係では彼女の方が上。おでこに黒子のようなものがある。よく現出場所まで送ってくれる車の運転手もしている。千鳥からは「梅ちゃん」と呼ばれている。
神足巴（こうたり ともえ）
鉄汰の母親。学生時代は鉄汰と同じ「戦女」のパートナーを務めた人物で、数少ない歴代5人目の女性パートナーであった。トップクラスの実力の持ち主だったが、事情があって引退し、鉄汰が小学生に上がると同時に上賀茂から綾部の方に引っ越した。旦那は花背の先輩にあたるという。パートナーとしての過去は複雑だが大事なこととして認識しており、本来なら関わることのなかった鉄汰が千鳥のパートナーとして奮闘する姿をみて助言を残している。またパートナー時代のことは彼女の親は知らないらしく、知らずに心配するよりも知って心配する方がいいとして、鉄汰を見守ると共に自分も強くなることを決意した。口うるさいが息子のことは大事に思っており、夏休みに帰ってくると知った時は特上寿司を注文したり、お菓子のレシピ本を見たりと素直でない喜びようである。
向仁（こうじん）
「高斎寺」の僧侶。古都史跡安置保全課に深く関わる。極度の近眼でメガネをかけているにもかかわらず人や物をよく見間違える。「開眼供養」と称して、誦経により鉄汰たちのバングルに取りついた化け物の欠片を取り除き、紀ノ川たちに回収させる役目を負っている。
矢真部（やまべ）
紀ノ川と同じ政府の役人。所属部署・役職は不明だが、化け物との戦いの様子を政府に報告する役目を持つ。紀ノ川と対照的に辛いもの好き。

### 五光山と西園寮の関係者
西園紫里（さいおん ゆかり）
鉄汰達同じ五光山高校の学生で、鉄汰と和助が世話になっている西園寮の管理人の娘。化け物に関する記憶は残るが、戦うスキルがないため、戦闘には参加できない。化け物に関する深い事情は分からないらしい。
明るく元気な性格だが、おちゃめな一面もあり、後ろから鉄汰に膝かっくんを食らわせたこともある。鉄汰のことも紀ノ川や千鳥から聞いていたようで、初対面から仲良くなった。物怖じしない人柄ゆえか幅広い人脈の持ち主で、化け物現出の際に喰われて破損した鳥居の修復などを担ってくれる宮大工のアテがあるなど、侮れない人脈を持つ。千鳥の前パートナーである真雁のことは千鳥を裏切ったとしてよく思っておらず、彼の居場所を探る時はその筋の人物とも連絡を取り次ぎ、鉄汰を震撼させている。彼女の人脈については学校内でも有名なようで、文化祭の特別イベントでは彼女が姿を見せただけで開催側の人間が降参したほど。
西園婦人（さいおんふじん）
西園寮の管理人で、紫里の母。普段から着物を着用している。自宅の一部を五光山高校と契約して、寮として貸し出している。おっとりとした人で虫が苦手。天道虫もダメらしいが、ゴキブリ発見時は素早く退治する。千鳥達の事情をある程度知っているようだが、詳細は不明。
千坂先輩（ちさかせんぱい）
西園寮の寮生で、五光山高校2年生。編み物を趣味とするメガネ男子。学校でも手芸部の部長を務める。千鳥達の事情をある程度知っている風だが、詳細は不明。寮長曰く「頭がかたい」。容赦ない口調でよく鉄汰や小和田をからかっている。
小和田一豊（こわだ かずとよ）
西園寮の寮長で、五光山高校の生徒会長だが、とてもそうとは思えない言動をとることがある。若干ひげが生えており、髪も整っていないためか、年相応に見られない（千坂曰く「思春期とっくに済んでるような容貌」）。千坂と同じく千鳥達の事情をある程度知っているようだが、詳細は不明。

### 万葉の戎士
時武カナデ（ときたて カナデ）
五光山高校の女子学生。髪をポニーテールにしており、眼鏡をかけている。鉄汰とは本屋で出会ったのが最初で、鉄汰とは出会う度にぶつかっている。購買で買ったパンを譲ってくれたのを機に鉄汰に思いを寄せているようで、違うクラスのためか、彼と接点を持とうと行動している。モンクルのプレイヤー。
だがその正体は「万葉の戎士」と呼ばれる、過去において千鳥達と同じように化け物を退治していた者たちの子孫。ある時を境に袂を分かち、鉄汰の母が現役だった頃は姿を現さなかったが、最近においてその活動を再開させる。武器は鉤爪。小野先生には「トキ」と呼ばれる。
高い身体能力を持っているが、本人はスポーツは大丈夫だが化け物相手に戦うことはできないと思っているため、鉄汰達との対峙においては術による催眠状態で戦っている。千鳥達「古都史跡安置保全課」を敵視しているが、鉄汰もその一員と言うことに気づいていない。
小野宝（おの たから）
五光山高校の女教師。白衣をまとった妖艶な美女。
その正体はカナデと同じく鉄汰達の行動を妨害する「万葉の戎士」と呼ばれる者たちの長。「篁」と呼ばれる幽霊のようなものの指示により、千鳥達の行動を妨害しているが、依然としてその理由などの詳細は不明。武器は持っていない。カナデと白数からは「お頭」と呼ばれている。
白数ハヅキ（しらす ハヅキ）
千鳥と椛の通う五光山小学校の男子生徒で千鳥達とは同じクラス。千鳥達が5年生に進級した時期に転入してきた。成績優秀だが口が悪いゆえか、千鳥とは仲が悪い。
彼もまたカナデ、小野先生と同じく「万葉の戎士」の一員。武器は鎖鎌（ただし鎖の先は分銅ではなくトゲ付きの鉄球）。小野先生には「シロ」と呼ばれる。
篁（たかむら）
小野先生達に指示を出している幽霊のような存在。過去に高小路家に女児が生まれなくなる呪術をかけた。煙のような物で姿を現しているため、息を吹きかけられると散ってしまう。
真雁（まかり）
「万葉の戎士」側についている人物。つなぎを着て帽子を被っている。頭である小野先生からはまだ信用されていない。飄々とした性格だが実はロリショタ萌え。千鳥の以前のパートナーであったが、とある事情で突然辞めてしまった。また「モンクル」のプレーヤーであり、プレーヤー名は「GANMODOKI」。
パートナーは辞めてしまうが今も千鳥のことを気にかけているようで、小野先生達とは別行動で鉄汰に接触し、千鳥の動向を気にしている。椛とも面識があるので攻撃するのは気が引けるらしいが、真雁の離脱後に加わった紫水とは交流がなかったためか、手加減はしないらしい。武器は棍。
外見のモデルはヤッターマン1号。モンクルのプレーヤー名もこれに由来する。

### その他
金平堂店主（こんぺいどうてんしゅ）
紀ノ川行きつけの甘味処「金平堂」の主人。御年99歳。大食いの和助を倒すために毎回大盛スイーツを開発するが、いとも簡単に完食されてしまう。
奈佐くるみ（なさ くるみ）
「モンクル」のイメージガールを務めるアイドル。オフで京都を訪れ、ひょんなことから和助をはじめとした西園寮の寮生たちと知り合いになる。
京都市長
実在の門川大作市長と同様、和装で登場。化物対策について特別な権限を有しており、終盤である決断を下す。

## 用語
戦女（いくさめ）
千鳥や椛のように、正体不明の化け物と直接戦うことのできる少女のこと。紫水は男児だが本家生まれのため素質があり「見た目で戦女ならOK」というアバウトな理由により戦女を務めることができており、白数達の目をごまかせている。巫女服のような紅白の衣装をまとい、「戦面（いくさめん）」と呼ばれる鬼を模した仮面を被って戦う。仮面は適応者しか着用できず、適応者以外では同極磁力が反発するように弾かれてしまう。
第二現出と呼ぶ大きな化け物を退治するには、弱点となる「光る箇所」を見ることのできるサポーターの協力が不可欠であるため、基本的に二人一組で行動する。だがこの光る箇所は第4巻で鉄汰とやひろしか見えていないことが判明した。
古くから京都に出没する化け物退治の任を果たしてきており、紫水の高小路家と椛の葉賀家は先祖代々からの戦女の家系である。千鳥のように戦女の家系でない少女にも素質が宿ることがあり、その場合は紀ノ川達によって選出され、戦女としての経験を積んでいく。
千鳥が身につけている一本角の仮面にも本来は正当な後継者がいるようだが、京都が都として衰退し始めた頃に行方知れずになっている。そのため一本角の仮面は現出の記憶保持者の中から適応者を捜し出すこととなり、仮面に弾かれなかった千鳥がその役目を担うこととなった。
戦女には自身の力を最大に武器に注ぎ化け物を攻撃する技を持つが、これは役目を失うほどに危険な技に分類されており、下手をすれば命を落としかねないため、絶対に使ってはいけない技として封印されている。昔の戦女はこの技を使い役目を終える者ばかりだったという。
サポーター
千鳥達「戦女」をサポートする人物のこと。その多くは男性で、鉄汰の母は数少ない歴代5人目の女性サポーターだった。
化け物と直接戦う戦女に後方から指示を出して化け物の攻撃を回避させたり、戦女の受ける衝撃を代わりに引き受けたり、第二現出の化け物の弱点である光る箇所を伝えたりするのが戦闘中の役目とされていたが、第4巻で弱点を見ることができていたのは鉄汰とやひろのみと判明した。モニター、バングル、武器を装備して戦う。モニターには戦女の視点が映り込むので、自分と相手の視点を見ながら指示を出す。戦女の現在位置がわかるGPS機能や望遠機能、Wi-fiがあればサポーター側のモニター映像と音声を受信することも可能という高性能。バングルは支給された武器で第一現出の雑魚敵を倒せるよう機能させる役割を持つ。それゆえ、いつ化け物が出現してもいいようにバングルを常時持ち歩いていなければならない。武器の形状はサポーターごとに違っており、鉄汰は刀、和助はガントレット、北泉は薙刀となっている。
大人になるとバングルと武器は使えるが、戦女との波長が合わなくなってしまうのか、サポーターの多くは鉄汰達高校生ぐらいまでの未成年者が多い。
インターフェイス開発には「京都の某世界的企業」が携わっているらしい。
化け物
現在までに名称は不明。異次元から不定期に現れる存在。三つ目がついた、大きなスライムのような不定形な姿をしている。何でも食い尽くしてしまう存在だが、姿を消すと一部の人間以外はその時の記憶がなくなってしまうため、彼らの存在を認識できない。また、銃もミサイルも通用せず、倒せるのは戦女とその波長の合うサポーターのみ。
第一現出と第二現出という2種類の出現があり、第一現出は街中に小さな化け物が多数出現し、町のあらゆるものを食べてしまうが、これらはサポーターでもすぐに倒せる雑魚である。一方、第二現出は戦女の力なしには倒せない存在だが、修復能力を持っており、弱点となる光る箇所を穿たねば倒せない。この箇所は戦女自身には見えないもので（モニターの戦女視点では判別可能）、それを発見し戦女に伝えるのがサポーターの役目であるとされていたが、第4巻でこの光る箇所は鉄汰とやひろしか見えていないことが判明した。
京都の歴史になぞるように現れており、紫水や椛の家系は代々化け物退治の任を果たしている。また現出は主に洛中で発生しており、鉄汰ややひろは洛外で暮らしていたため、この化け物については何も知らず、自身がサポーターや戦女の素質があることすら知らなかった。
五光山（ごこうざん）学園高校・五光山（ごこうざん）小学校
鉄汰や和助達が通う高校と、千鳥と椛が通う小学校。私立であり、小学校にも制服がある。高校の裏手に小学校があるため、土地の一部が共用になっており、高校の図書館を小学生に開放する日もある。後に紫水とそのサポーター北泉、新たに現れた戦女候補者やひろも行動を共にした方が都合が良いため通うようになる。
古都史跡安置保全課（ことしせきあんちほぜんか）
公になっていない政府の秘密部署。紀ノ川と花背はその部署の人間で、所謂「政府のお役人」。化け物現出において化け物の退治を担う「戦女」を見守るのが主な仕事。破損した建物の修復なども担っている。また上記の五光山高校と小学校はこの部署の傘下にあり多少の融通がきくため、戦女3人、サポーター3人と事情を知る紫里は同じクラスである。
「万葉の戎士」達からは敵視されており、「古都史跡安置保全課」を取って「こしあん」と呼ばれている。ちなみに紀ノ川もそう呼んでいることから公式名称らしい。
万葉の戎士（まんようのじゅうし）
千鳥達「古都史跡安置保全課」を敵視する者たちで、彼らの先祖は高小路家に仕え、同じように化け物を退治していた。だがある時を境に袂を分かち、鉄汰の母が現役だった頃は活動していなかったようだが、鉄汰達の代になって再び活動するようになる。背後には「篁」と呼ばれる幽霊のようなものが控えている。
千鳥達からは「万葉の戎士」をとって「まんじゅう」と呼ばれている。
モンクル
正式名は「MONSTER CRUSADE（モンスタークルセイド）」。命名は作者の担当。鉄汰や千鳥のような若年層を中心に流行している架空のゲームで、携帯ゲーム機でプレイする。モチーフは『モンスターハンター』だが、それとは異なり、小学生も普通にプレイしている全年齢対象ゲームである。
オフライン・オンラインで最大4人でパーティを組んで、ミッションをこなすことが可能。モンスターを狩りにフィールドへ出かけて入手したアイテムで装備や武器を造り、強化してミッションをこなしていく。マイク付きイヤホンを使用すればボイスチャットも可能。ボイスチェンジャー機能も搭載されており、声色を変えることができる。
気の合う者同士で集まったグループは「クラン」と呼ばれており、公式サイトではパソコンやモバイルでのアクセスが可能なクラン専用ページを作り、コミュニケーションを取れる場所が設けられている。アクセスするにはページの作成者が設定したパスワードが必要となる。クランを作ったり、仲間に加入したりすると「バッジ」を入手でき、使用すれば仲間との連絡やチャットが可能となる。

## 単行本
- 浅野りん 『京洛れぎおん』 マッグガーデン〈ブレイドコミックス〉、全5巻
  1. 2010年3月25日発売、ISBN 978-4-86127-712-2
  2. 2011年8月10日発売、ISBN 978-4-86127-873-0
  3. 2012年4月10日発売、ISBN 978-4-86127-972-0
  4. 2013年3月9日発売、ISBN 978-4-80000-105-4
  5. 2013年12月10日発売、ISBN 978-4-80000-240-2